# Tangerine
«Tangerine» (с англ. — «Мандарин») — фолк-рок-песня британской рок-группы Led Zeppelin из их третьего студийного альбома Led Zeppelin III (1970).

## Описание
«Tangerine» была написана Пейджем в уединённом коттедже Bron-Yr-Aur в Уэльсе, где они с Плантом поселились в начале 1970 года. Это единственная композиция из альбома, написанная без участия Роберта Планта. Основой для песни послужила неизданная композиция коллектива The Yardbirds (участником которого был Пейдж) под названием «Knowing That I’m Losing You», которая также начиналась со слов «Measuring a summer’s day». Песня записана в особняке Хэдли Гранж, сведена в студии Olympic Studios в Лондоне.
«Tangerine» начинается с фальстарта длительностью в 10 секунд, после которого начинается пауза. Темп исполнения несколько раз меняется. При записи Пейдж использовал педальную гитару. Композиция исполнялась группой на концертах 1971—1972 годов, также в 1975 году на шоу в Earls Court.

## Кавер-версии
| Исполнитель/Группа             | Альбом                                                   | Год  |
| ------------------------------ | -------------------------------------------------------- | ---- |
| When Skip Jack Tripped         | The Song Remains the Same II                             | 1993 |
| Rebecca’s Empire               |                                                          | 1995 |
| Big Head Todd and the Monsters | Encomium: A Tribute to Led Zeppelin                      | 1995 |
| Life of Agony                  | Soul Searching Sun                                       | 1997 |
| Great White                    | Great Zeppelin: A Tribute to Led Zeppelin)               | 1999 |
| The Section                    | The String Quartet Tribute to Led Zeppelin, Vol. 2       | 2002 |
| The Thermals                   | Bridging the Distance: a Portland, OR covers compilation | 2007 |